# Język minkiński
Język minkiński – wymarły język aborygeński, prawdopodobnie izolat, używany w północnej Australii. Jego przynależność genetyczna pozostaje niepewna z uwagi na brak danych. Sugerowano związki z językami jiwajdżajskimi lub tankickimi.